# アピタ日吉店
アピタ日吉店（アピタひよしてん）は、かつて神奈川県横浜市港北区箕輪町二丁目に存在し、ユニー株式会社が運営していた商業施設（GMS型ショッピングセンター）である。日吉駅の南方約800m離れた場所に位置し、建物は地上4階建てであった。
旧称は「サンテラス日吉」で、ユニーで初めてショッピングセンターに「サンテラス」ブランドを用いて開店した「サンテラス1号店」である。また1972年開業にユニー関東地区初の大型店として金沢文庫駅前に開業したバザァル金沢文庫（現：アピタ金沢文庫店）を上回る規模での開店であった。

## 概要
用地を所有していた工作機械メーカーの岡本工作機械製作所との共同開発で開業した。同社は1970年代のオイルショックで業績が芳しくなく、1977年（昭和52年）に工場規模を縮小し「岡本ビル」の名称で建物を建設。これをユニーに貸し出す形での開業となった。
開店当初は「サンテラス」の店名にちなみ、食料品売場を「グリーンテラス」、衣料品売場を「オレンジテラス」、住居関連品売場を「スカイテラス」と区分けして目新しさをアピールした。岡本工作機械製作所から施設所有権を移管された後も、同社との友好関係維持のため、ユニーグループ・ホールディングスは同社の株式を1%弱所有していた。

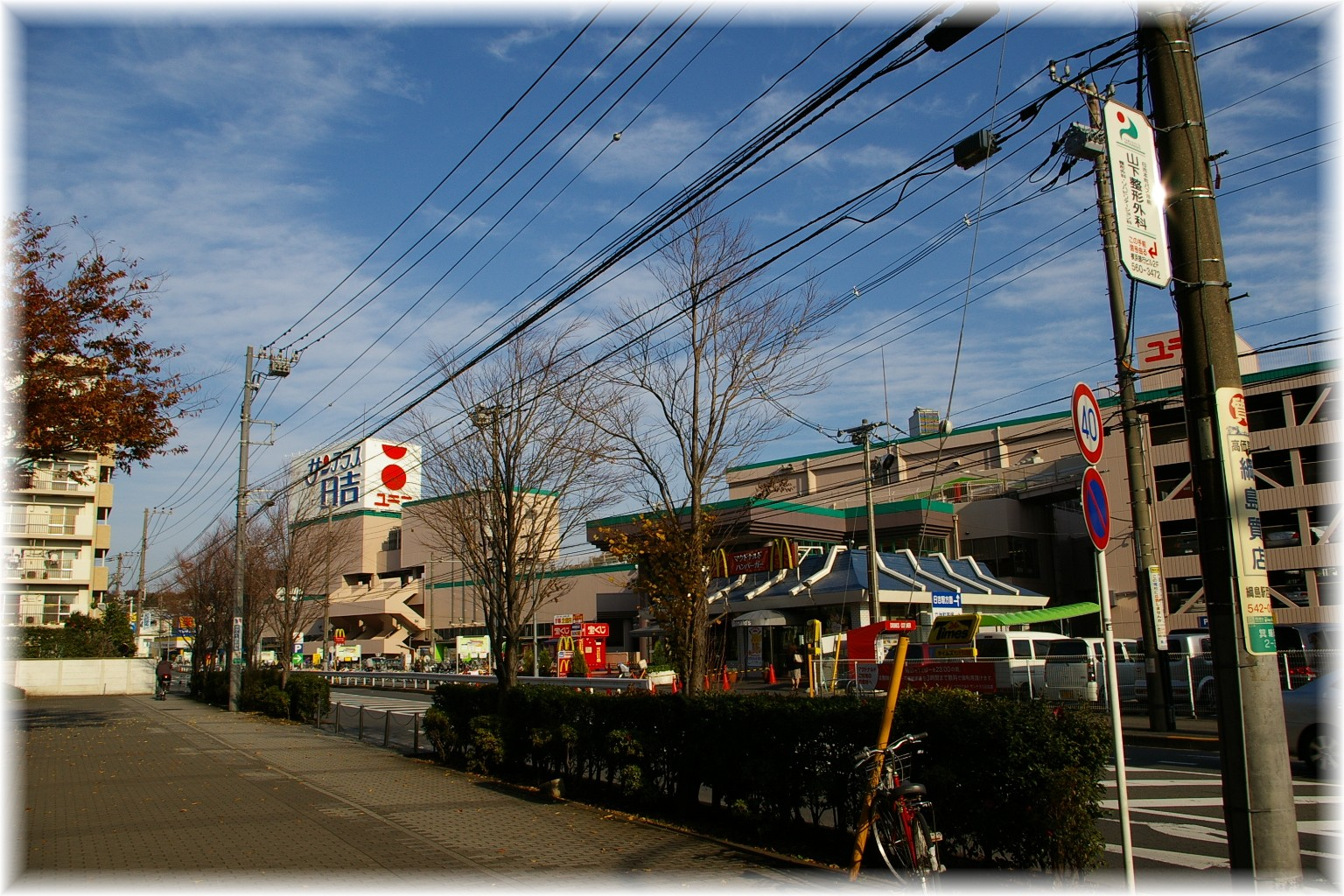
サンテラス日吉時代（2006年撮影）

2009年（平成21年）3月14日、ユニーの店舗ブランド見直しに伴い「アピタ日吉店」へ改称し「サンテラス日吉」は正式名称として当時の登記上に残るのみである。
2015年（平成27年）11月29日をもって閉店した。閉店後も店舗内の一部テナントは営業を継続していたが、翌2016年（平成28年）3月末をもってすべてのテナントが退去し完全閉館した。建物は同年6月から解体され、同年9月頃にはほぼ解体完了した。
閉館後の土地は野村不動産が取得し、跡地には同社の分譲マンション「プラウドシティ日吉」が建設された。それに伴い、2020年4月1日から東急バスの最寄りバス停留所名も「ユニーサンテラス日吉」から「プラウドシティ日吉」へ変更されている。
実質上の後継店舗として、港北区綱島の再開発地区「Tsunashima サスティナブル・スマートタウン」に「アピタテラス横浜綱島」の出店が決定し、2018年（平成30年）3月30日に開業した。

## 閉店時のフロア構成
| 階 | フロア概要                                       |
| -- | ------------------------------------------------ |
| RF | 駐車場                                           |
| 3F | 駐車場・専門店                                   |
| 2F | 衣料品・服飾雑貨・寝具・おもちゃ・専門店         |
| 1F | 食料品・日用品・スポーツ用品・酒販・銘店・専門店 |

## 主なテナント
一部テナントは、2015年11月30日のアピタ閉店以降も同地で営業を継続していたが、翌年3月末までにすべて退去した。
- ベルナール（フジパングループ・パン）
- 伊藤園（茶）
- はん・印刷のOTANI（印鑑）
- ホームドライ（クリーニング）
- 花まつ（花）
- 鶏から亭（日本ケンタッキー・フライド・チキン経営・鶏唐揚げ）
- 新宿さぼてん（トンカツ）
- ちよだ鮨（寿司）
- 酒のタケオ（酒店）
- たいぽっぽ（鯛焼き）
- レインボーハット（アイスクリーム）
- グルメパオ（レストラン）
- 麺八（中華）
- ドラッグセガミ（薬局）
- メガネの愛眼（メガネ）
- カメラのキタムラ（カメラ）
- 携帯の王子様（携帯電話）
- めばえ教室（幼児教育）
- スタジオアリス（写真スタジオ）
- TAKA-Q（紳士服）
- スズタン（婦人服）
- シーガル（学生服）
- モリエ（婦人服）
- マリリア（婦人服）
- さが美（呉服）
- くまざわ書店（書店）
- サン・リフォーム（洋服直し）
- QBハウス（理容）
- ハローズガーデン（ゲームセンター）
- ANIPLEX（ペットショップ）
- カフェ・ラ・ターブル（喫茶）- アピタ閉店後も営業継続していた
- サンテラス歯科医院（歯科クリニック）- アピタ閉店後も営業継続していた
- プルミエ・ココ（美容院）- アピタ閉店後も営業継続していた
- ヒラタ（宝飾・時計店）- アピタ閉店後も営業継続していた

ほか
別棟
- マクドナルド（ハンバーガー）
- サブウェイ（サンドウィッチ）- アピタ閉店後も営業継続していた[5]

## 交通アクセス
- 東急東横線 日吉駅から徒歩約12分
- 横浜市営地下鉄グリーンライン 日吉駅から徒歩約15分
- 東急バス{{東急バスは開業当初は日吉営業所、のち東山田営業所}}
  - 日吉駅から乗車、「ユニーサンテラス日吉」バス停[注釈 1]、または「箕輪町舟下」バス停から徒歩約1分

## 神奈川県内のアピタの店舗
- アピタ金沢文庫店 - 1972年開業（旧称：バザァル金沢文庫）
- アピタ戸塚店 - 1983年開業（旧称：サンテラス戸塚）
- アピタ長津田店 - 2005年開業（現：カエデウォーク長津田）
- アピタテラス横浜綱島 - 2018年開業